# Зоран Стефанович
Зоран Стефанович (нар. 21 листопада 1969, Лозниця, Сербія) — сербський письменник, видавець і міжнародний культурний активіст. Дебютував у театрі та кіно в 1987 році. 1994 р. закінчив Факультет драматичного мистецтва (Університет мистецтв у Белграді). Проживає в Белграді.
Театральні драми, проза й графічні романи автора перекладені македонською, румунською, словенською, англійською, французькою і польською мовами. Головний засновник кількох міжнародних культурних мереж.
Президент Асоціації драматургів Сербії (2022). 

## Художня творчість
Велика частина художнього доробку автора належить до фантастики — в театрі («Слов'янський Орфей / Словенски Орфеј», «Байка про космічне яйце / „Скаска о космичком јајету“»), коміксах («Третій аргумент / Трећи аргумент», на основі оповідання Мілорада Павича, «Під вовчим тавром / Под вучјим жигом»"), у прозі («Через Дрину, з іскрою в оці / Преко Дрине, с искром у оку», «Час галасу й люті / Време буке и беса») і в кіно та на телебаченні («Вузькі стежки / Уске стазе»).
Інша ж частина робіт — документальної природи, наприклад, телесеріал «Янусове обличчя історії / Јанусово лице историје» або фільм «Життя Кости Хакмана / Животи Косте Хакмана» та «Музика тиші / Музика Тишине».

## Культурна діяльність
Зоран Стефанович — головний засновник кількох міжнародних культурних мереж і видавничих проєктів: «Проєкт Растко» (мережа цифрових бібліотек, в: Проєкт Растко Україна), «Розподілені коректори Європи» (міжнародне цифрування культурної спадщини), «Проєкт Гутенберг Європа» (бета-версія, громадські цифрові бібліотеки), і подібних товариств та організацій у галузі видавничої справи, цифрування, лексикографії й поп-культури.
Не обмежуючись лише Інтернетом, він бере активну участь у численних культурних, наукових та видавничих проєктах в Євразії з 1993 року, особливо в країнах колишньої Югославії, Румунії, Болгарії, Греції, Україні, Росії, Польщі, включаючи й заходи щодо збереження культури меншин і племінних культур Євразії та організацію за «Балканську культурну мережу» (спільно з грецькими культурним активістом і музикальним продюсером Нікосом Валканосом й іншими колегами).
Його соціальна позиція містить також наполегливе відстоювання філософії «відкритих джерел» та вільних знань як «цивілізованої основи будь-якого людського суспільства». Активно підтримує кілька регіональних Вікіпедій, особливо в Східній Європі, ще з моменту їхнього заснування.

## Нагороди та відзнаки
Як письменник, драматург і сценарист неодноразово отримував національні та міжнародні нагороди, у тому числі був номінований на премію «Prix Europa» в Берліні та «Prix Italia» у Римі.
За свою національну й міжнародну культурно-видавничу діяльність був відзначений більше двадцяти разів, у тому числі в номінації «United Nations World Summit Award», тричі отримував щорічну нагороду Товариства інформатиків Сербії та десять разів — YU Web Top 50 визнання (SR Web Top 50).